# Landesmusikakademie NRW
Die Landesmusikakademie NRW ist eine landeszentrale Musikbildungsstätte in Heek-Nienborg.

## Aufgaben
Die Akademie wirkt für ganz Nordrhein-Westfalen als Veranstalterin musikalischer Fort- und Weiterbildungen, als Bildungsstätte und Probenort sowie als Vernetzungspartnerin und Projektträgerin. Sie wird vom Ministerium für Kultur und Wissenschaft institutionell gefördert und veranstaltet Kurse, Lehrgänge, Tagungen, Konzerte und Projekte sowohl in Heek-Nienborg als auch landesweit. Schwerpunkte ihrer Arbeit sind Qualifizierende Lehrgänge für die Amateurmusik, musikpädagogische Angebote, Nachwuchsförderung und „Brückenklang“ – ein Fortbildungsprogramm für den musikalischen Brückenschlag zwischen den Kulturen. Herausragende regelmäßige Angebote sind die „Jazzakademie Heek“ und die „World Percussion Academy“.
Das Projekt IN.DI.E Musik – für Interkultur, Diversität, Empowerment – bietet musikpädagogische Multiplikatorenschulungen, Beratungen und Netzwerkarbeit für Musiker mit diversen Hintergründen. Die Landesmusikakademie ist Trägerin des von mehreren Partnern verantworteten „Netzwerks Kitamusik NRW“. Zudem bietet sie für das JeKits-Programm Fortbildungen an und begleitet im Auftrag der Landesregierung das Programm „Kultur und Schule“ mit Kursen, die Künstler auf den schulischen Einsatz in Projekten vorbereiten.
Träger der Einrichtung ist der Verein Landesmusikakademie NRW „Burg Nienborg“ in Heek/Kreis Borken e. V., Mitglieder des Vereins sind:
- der Landesmusikrat NRW
- der Kreis Borken
- die Gemeinde Heek

## Räume und Ausstattung
Die Landesmusikakademie NRW verfügt über Säle, Funktionsräume, Übernachtungsmöglichkeiten mit Verpflegung, eine Musikbibliothek und ein Tonstudio, die Ensembles und Chören für Gastbelegungen zur Verfügung stehen. Für den Verein zur Förderung der Landesjugendensembles und den Landesmusikrat NRW begleitet die Akademie die Landesjugendensembles aus NRW, die zu ihren ständigen Gästen gehören.
Zur Akademie gehören acht Gebäude, die über die Landesburg Nienborg und den Ort Heek-Nienborg verteilt sind. Hauptgebäude ist das Musikzentrum mit seinen Sälen, Seminarräumen, Übezellen, Percussionräumen, dem Tonstudio und der Musikbibliothek. Weitere Räume für die musikalische Arbeit befinden sich im historischen „Langen Haus“ und dem 2015 eröffneten Seminarhaus „Alte Schule“ auf dem Burggelände. Auch die beiden Gästehäuser sowie ein Gästehaus mit gehobenem Standard (für insgesamt 156 Personen) und die Mensa gehören zum Burggelände. Ein weiteres Gebäude im Dorf wurde für Unterbringungen darüber hinaus angemietet.

## Geschichte und Konzeption

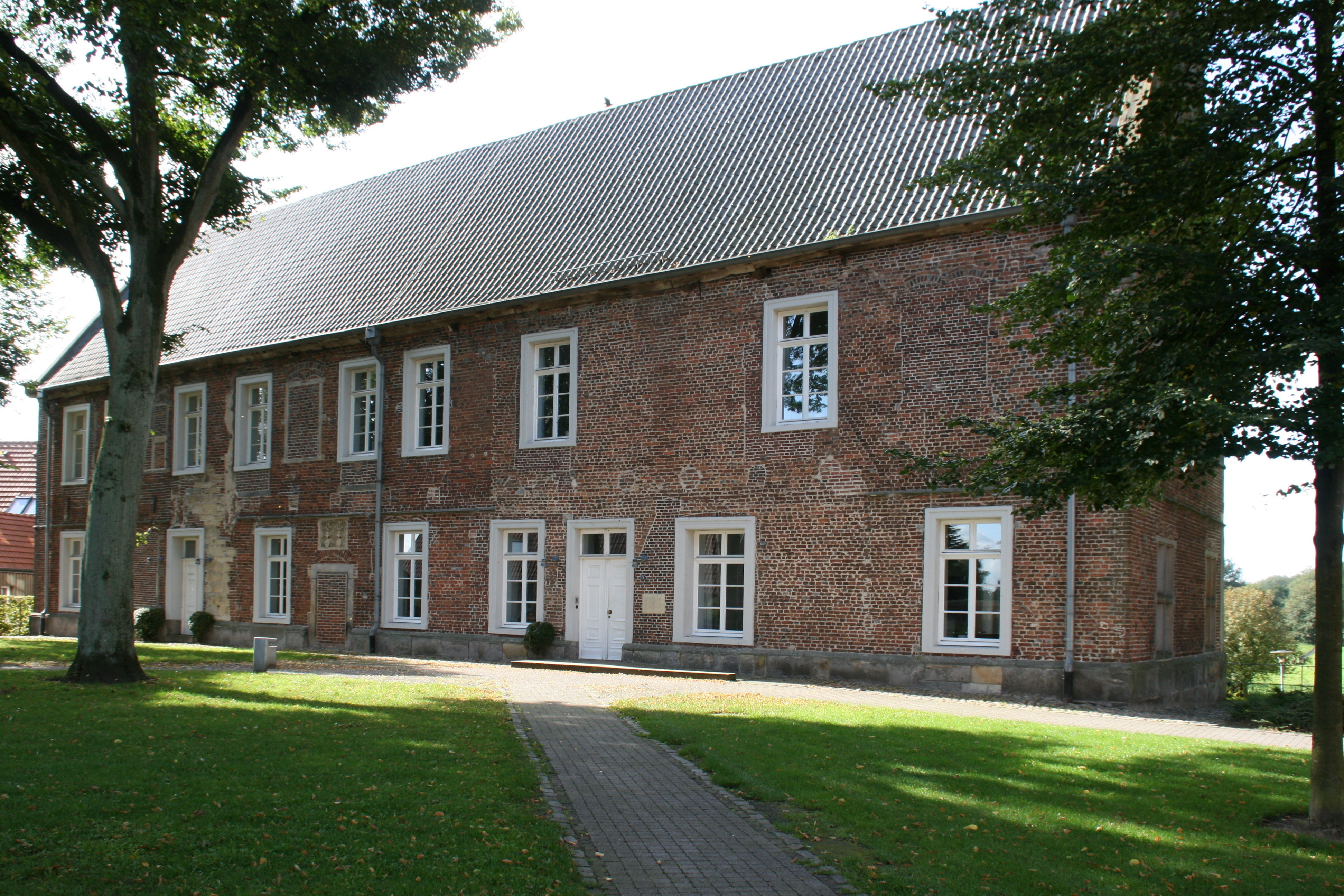
„Langes Haus“ (2011)

Im Jahr 1983 entstand im „Langen Haus“, einem ehemaligen Burgmannshaus aus dem Jahr 1554 der Ringburganlage Nienborg (1198), das ursprüngliche Domizil. Es folgte der Bau von zwei Gästehäusern in unmittelbarer Nachbarschaft und einer Mensa mit „Haus Wilpers“ aus dem 16. Jahrhundert. Nachdem 1995 am Ortsrand der Gemeinde ein weiteres Gästehaus angemietet werden konnte, ermöglichten Landesmittel den Erwerb und Umbau eines Bürgerhauses auf dem Burggelände zum Gästehaus für Dozenten. Es steht seit 2003 dem gehobenen Bedarf zur Verfügung. Fußläufig neben diesem historischen Ensemble gelegen, befindet sich das Musikzentrum als Kernbereich der Akademieeinrichtung. Im funktional gestalteten Neubau sind die künstlerisch-pädagogischen, technischen und administrativen Einrichtungen enthalten. Dazu gehören Seminarräume, Übezellen, Percussionsräume, ein Tonstudio, eine Musikbibliothek und zahlreiche Musikinstrumente unterschiedlicher Bauart und Größe.  Zur Anlage gehört ein mittelalterlicher Gewölbekeller als Burgstube mit Biergarten, der zum Klanggarten (ein Park hinter dem „Langen Haus“) gehört.
Ein virtueller Rundgang soll ein Bild der Gesamtanlage vermitteln.
Die jährliche Auslastung beläuft sich auf etwa 20.000 Teilnehmertage, 8.500 Gäste und rund 300 Veranstaltungen (Stand 2022).

## Förderverein
Zur Hilfe bei der Erfüllung der satzungsgemäßen Aufgaben der LMA und zur Förderung der Laienmusik hat sich die Gesellschaft der Freunde und Förderer der Landesmusikakademie NRW e .V. gegründet. Die ideelle wie finanzielle Unterstützung des gemeinnützigen Vereins ist für den Bildungsbetrieb, Veranstaltungen, Projekte und für die Beschaffung von Lehr- bzw. Arbeitsmaterialien vorgesehen. In der Gesellschaft engagieren sich Repräsentanten aus dem gesellschaftlichen Leben, der Politik, Verwaltung, der Wirtschaft und musikinteressierte Bürger.